# 亚历山大·斯瓦尼泽
亚历山大·谢苗诺维奇·斯瓦尼泽（俄语：Александр Семёнович Сванидзе，1886年—1941年8月20日）是约瑟夫·维萨里奥诺维奇·斯大林第一任妻子叶卡捷琳娜·谢苗诺夫娜·斯瓦尼泽的弟弟，1937年被捕，被指控反对苏维埃。1941年被处决，1956年平反。